# 393年
| 千纪： | 1千纪 |
| 世纪： | 3世纪 \| 4世纪 \| 5世纪 |
| 年代： | 360年代 \| 370年代 \| 380年代 \| 390年代 \| 400年代 \| 410年代 \| 420年代                                                                                      |
| 年份： | 388年 \| 389年 \| 390年 \| 391年 \| 392年 \| 393年 \| 394年 \| 395年 \| 396年 \| 397年 \| 398年                                                                |
| 纪年： | 癸巳年（蛇年）；东晋太元十八年；前秦太初八年；后燕建興八年；后秦建初八年；西燕中興八年；西秦太初六年；北魏登国八年；后凉麟嘉五年；窦冲元光元年；高句丽永乐三年 |

## 大事记
- 羅馬帝國皇帝狄奧多西一世廢除古代奧林匹克運動會。
- 後燕慕容垂親率七萬兵大舉西征西燕。
- 姚萇召太尉姚旻、僕射尹緯及姚晃、將軍姚大目和尚書狄伯支受遺詔輔助太子姚興，是為秦文桓帝。姚興先秘不發喪，至次年才發布死訊。
- 投奔西燕的翟魏末代君主翟釗謀反，被西燕帝慕容永所殺。
- 司馬徽在馬頭山聚眾，劉牢之派部將竺朗之平定。

## 出生
- 王球，字倩玉，琅邪臨沂（今山東臨沂）人。王球是東晉司徒王謐的兒子。

## 逝世
- 姚萇，十六国时期后秦政权的开国君主。後趙末年南安羌酋長姚弋仲第二十四子，姚襄之弟。
- 朱序，東晉重要將領，雖然曾被俘並仕於前秦，但在淝水之戰時卻協助東晉戰勝前秦。
- 翟釗，十六国时期翟魏政权的末代君主。
- 慕容柔，十六國時期後燕宗室，慕容垂的兒子。